# Sura ignicauda
Sura ignicauda is een vlinder uit de familie wespvlinders (Sesiidae), onderfamilie Sesiinae.
Sura ignicauda is voor het eerst wetenschappelijk beschreven door Hampson in 1893. De soort komt voor in het Oriëntaals gebied.